# Georg Zülch (Politiker)

Georg Zülch (um 1914)

Karl Georg Heinrich Friedrich Wilhelm Otto Fürchtegott Zülch (* 19. Juli 1870 in Carlshafen, Kreis Hofgeismar, Provinz Hessen-Nassau; † 31. August 1942 in Groß Grabow, Landkreis Güstrow, Mecklenburg) war ein deutscher Verwaltungsjurist und Politiker (DNVP). Er war von 1908 bis 1932 das Stadtoberhaupt von Allenstein in Ostpreußen. Vom 6. Dezember 1932 bis zum 1. Februar 1933 war er Mitglied des Reichstages.

## Leben

### Kindheit
Karl Georg Zülch wurde als Sohn des Zigarrenfabrikanten Karl Zülch (1828–1872) und dessen Ehefrau Bertha geb. Schirmer (1835–1875) am Tag des Ausbruchs des Deutsch-Französischen Krieges geboren. Er verlor beide Eltern im Vorschulalter und wurde zusammen mit seinen vier älteren Geschwistern bei einem Bruder seiner Mutter in dem hessischen Dorf Kerspenhausen aufgezogen, wo sein Onkel Pfarrer war. Weil er sich als Mitglied der Renitenten Kirche nach dem Deutschen Krieg und den preußischen Gebietsannexionen von 1866 weigerte, den preußischen König als obersten Kirchenherrn anzuerkennen, hatte Zülchs Onkel seine Bezüge als Kirchenbeamter verloren und eine antipreußische Gesinnung verinnerlicht. Die Familie, die neben den fünf Waisenkindern noch zahlreiche eigene Kinder versorgen musste, lebte in dementsprechend ärmlichen Verhältnissen. Georg Zülch wurde als kleiner Bub im Dorf auch „das arme Milchjingle“ genannt, weil es zu seinen Aufgaben gehörte, bei den Bauern täglich die Milch für die Pfarrersfamilie einzusammeln. In der Schule verweigerte der Junge bei der ersten Sedanfeier das Hoch! auf Kaiser Wilhelm und Bismarck.

### Ausbildung und Werdegang
Nach dem Besuch der Volksschule kam Georg Zülch mit zwölf Jahren auf das Alumnat in Höxter und besuchte das dortige Gymnasium, wo er 1888 die Reifeprüfung bestand. Er nahm ein Studium der Rechtswissenschaft, Volkswirtschaft, Philosophie und Geschichte an den Universitäten in Marburg und Greifswald auf und wurde 1889 Mitglied der Marburger Burschenschaft Germania. Nach dem Studium setzte er die Beamtenausbildung im preußischen Justizdienst fort und war am Oberlandesgericht Stettin, wo er 1891 die Referendarprüfung ablegte, und anschließend als Gemeindeanwalt in Northeim tätig. 1897 legte er in Berlin das Examen als Gerichtsassessor ab. Im August desselben Jahres wurde er zum Bürgermeister der Stadt Wilster gewählt und am 23. Oktober 1897 durch den Landrat von Steinburg in sein Amt eingeführt.

### Aufstieg zum Oberbürgermeister

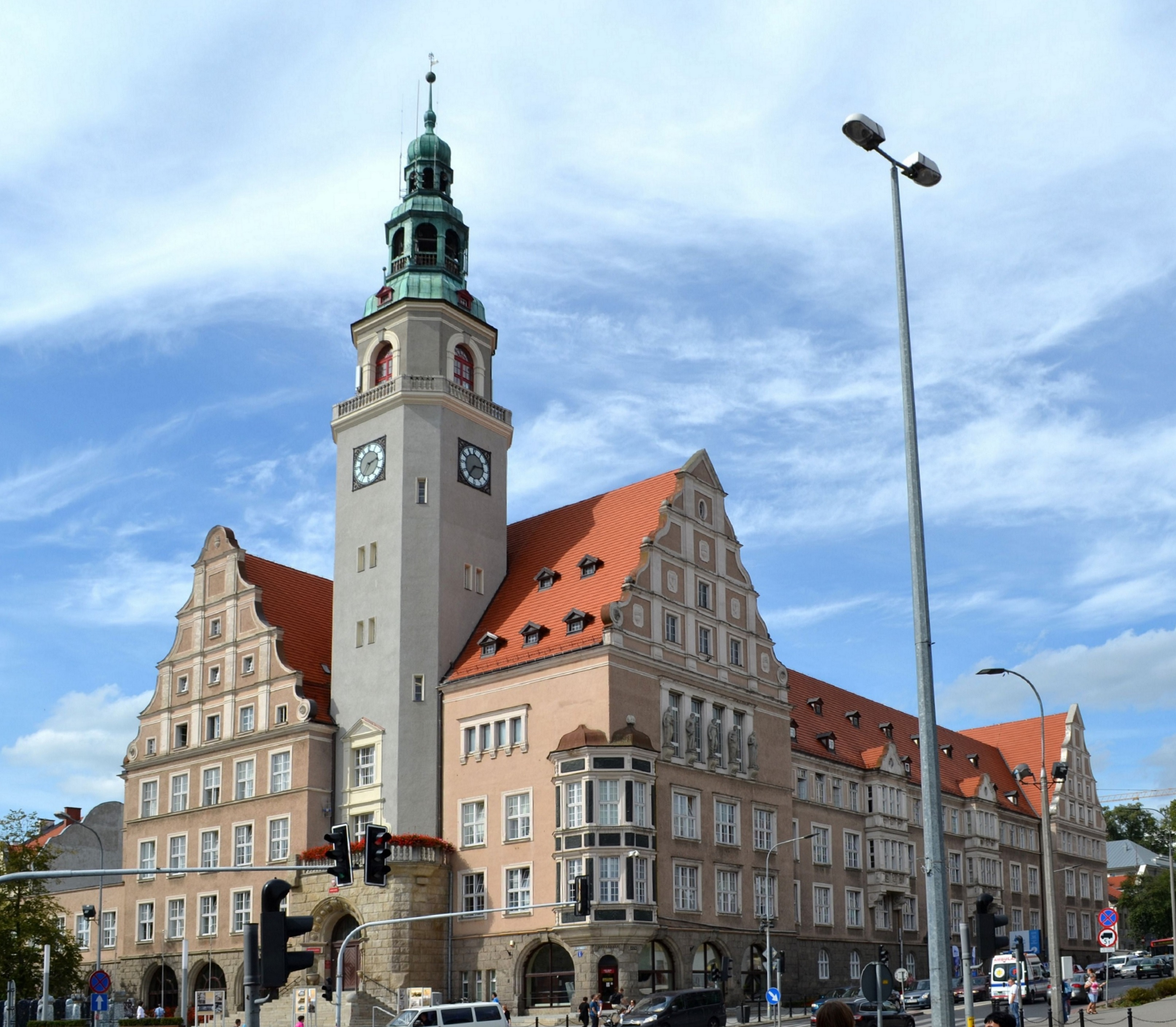
Das in Zülchs Amtszeit erbaute Rathaus in Olsztyn

Im Oktober 1902 wurde Georg Zülch auf Vermittlung des Stadtverordnetenvorstehers Karl Roensch zum Zweiten Bürgermeister der Stadt Allenstein in Ostpreußen gewählt. Sein Amtsvorgänger, Bürgermeister Pfeiffer, war nach kurzer Anstellung an Typhus verstorben. Im Januar 1903 zog er nach Allenstein und trat in die dortige Stadtverwaltung ein. 1908 wurde er als Nachfolger von Oskar Belian zum Ersten Bürgermeister gewählt. Er wurde durch den Regierungspräsidenten Hans von Hellmann am 2. November 1908 in sein Amt eingeführt und stand 24 Jahre lang an der Spitze der Stadt.
Nach der maßgeblich von Zülch betriebenen Erhebung Allensteins zum Stadtkreis am 1. April 1910 und der erfolgreichen Ausrichtung einer Gewerbeausstellung, die vom 28. Mai bis zum 24. September 1910 unter der Schirmherrschaft von Prinz Friedrich Wilhelm von Preußen in Allenstein stattfand, wurde ihm auf seinen Wunsch am 25. August desselben Jahres anlässlich eines Kaiserbesuchs in Königsberg von König Wilhelm II. der Amtstitel eines Oberbürgermeisters verliehen, der ihm als Alternative zur Verleihung des Schwarzen Adlerordens angeboten worden war.
Ebenfalls im Jahr 1910 wurde das unter seiner Federführung auf dem Grundstück des alten katholischen Friedhofs erbaute neue Rathaus von Allenstein bezogen, in dem die bis dahin über das Stadtgebiet verstreuten Verwaltungsstellen zusammengeführt wurden. Auch der Bau eines Feuerwehrhauses, mehrerer städtischer Schulen und Heime sowie der Aufbau der Müllabfuhr und der seit 1907 betriebenen Straßenbahn Allenstein erfolgten unter Zülchs Leitung. 1911 wurde er als Vertreter des Stadtkreises Allenstein in den Provinziallandtag der Provinz Ostpreußen entsandt. Am 5. Februar 1913 wurde ihm das Recht verliehen, die Goldene Amtskette zu tragen. Er gehörte dem Vorstand des Deutschen und Preußischen Städtetages an und war Ehrenmitglied vieler bürgerlicher Vereine.

### Krieg, Revolution und Abstimmungszeit

Postkartenbild aus Alleinstein, im Hintergrund das Eisenbahnviadukt (um 1900)

Zu Beginn des Ersten Weltkriegs wurde Allenstein während der später so benannten Schlacht von Tannenberg für kurze Zeit (27.–29. August 1914) kampflos von der russischen Zweiten Armee besetzt. Ein großer Teil der Einwohnerschaft war geflohen, was die Beschaffung von Lebensmitteln für die Besatzungstruppen erschwerte. Das Verhandlungsgeschick und besonnene Verhalten Karl Georg Zülchs gegenüber den russischen Befehlshabern, womit er unter anderem die Sprengung der Eisenbahnbrücke Allenstein in unmittelbarer Nähe des Schlosses verhindert haben soll, trug zu seinem Ansehen bei. Er wurde dafür mit dem Eisernen Kreuz für Nichtkombattanten ausgezeichnet. Später wurden ihm auch das Verdienstkreuz für Kriegshilfe, die preußische Rote Kreuz-Medaille und das preußische Feuerwehr-Ehrenzeichen verliehen.
Nach der Novemberrevolution 1918 musste Zülch sein Amt zeitweise unter Aufsicht des revolutionären Volksrates ausüben. Er schloss sich der neu gegründeten Deutschnationalen Volkspartei (DNVP) an, die die rechtsgerichteten bürgerlichen Kräfte vertrat und in den Anfangsjahren der Weimarer Republik mit regelmäßig mehr als 50 % der Stimmen die stärkste politische Kraft in Ostpreußen bildete, das als Hochburg der konservativen Reaktion galt. Die im Frühjahr 1919 durchgeführten Neuwahlen zur Stadtverordnetenversammlung führten trotz der inzwischen erfolgten Abschaffung des Dreiklassenwahlrechts nicht zur Umkehr der politischen Verhältnisse in der Stadt. Allerdings schied der langjährige Stadtverordnetenvorsteher und Weggefährte Zülchs, der Fabrikbesitzer Karl Roensch, im Februar 1919 aus der Stadtpolitik aus und starb zwei Jahre später. Überlegungen Zülchs, sein Amt aufzugeben und den ihm Ende 1919 angebotenen Posten im Aufsichtsrat einer großen Versicherungsgesellschaft in Berlin anzunehmen, führten im Januar 1920 zu einer Gehaltserhöhung durch die Stadtverordnetenversammlung. Bei der vorzeitig angesetzten Neuwahl des Oberbürgermeisters zum Ablauf seiner 12-jährigen Amtsperiode wurde er am 16. Januar 1920 für weitere 12 Jahre wiedergewählt.
Am 12. Februar 1920 traf die Interalliierte Kommission in Allenstein ein, die in der Zeit der Abstimmung über den Verbleib Allensteins und Masurens beim Deutschen Reich die hoheitlichen Funktionen im Abstimmungsgebiet ausübte. Auf Anweisung der Kommission musste Zülch das Abstimmungsgebiet verlassen, nachdem er am 7. März 1920 eine vom polnischen Generalkonsul gehisste polnische Flagge hatte entfernen lassen, wobei es zu Tumulten gekommen war. Als Regierungskommissar beaufsichtigte er in der Zeit seiner Ausweisung in Pillau die Einreise der Abstimmungsberechtigten, die auf dem Seeweg in das Abstimmungsgebiet kamen. Noch am Tag der für die deutschgesinnte Bevölkerungsmehrheit höchst erfolgreichen Abstimmung am 11. Juli 1920 kehrte er nach Allenstein zurück und wurde von der Bevölkerung gefeiert.

Mitglieder der interalliierten Kommission in Allenstein während der Volksabstimmungszeit

### Deutschnationale Kulturpolitik
Als Kommunalpolitiker stellte Zülch angesichts der Wirren der Umbruchszeit das Ethos des pflichttreuen und im Deutschtum verwurzelten preußischen Beamten als Vorbild für die Lösung politischer Probleme in den Mittelpunkt seiner Rhetorik. 1923 gehörte er zu den Mitgründern des Schutzvereins für die geistigen Güter Deutschlands, einer im Umfeld des alldeutschen Parteiflügels von Alfred Hugenberg angesiedelten nationalistischen Kulturkampforganisation. Nach Hugenbergs Aufstieg zum DNVP-Vorsitzenden im Ergebnis des parteiinternen Rechtsrucks vom Herbst 1928 wurde der Schutzverein und sein Mitteilungsblatt für den Kampf des deutschnationalen Lagers in Konkurrenz zur NSDAP gegen den sogenannten Kulturbolschewismus eingesetzt.
Zusammen mit dem neuen Stadtverordnetenvorsteher, Hilfsschulrektor Anton Funk (1867–1956), sowie dem Regierungspräsidenten Matthias von Oppen und privaten Stiftern förderte Zülch den von dem deutschnationalen Agitator der Abstimmungszeit, Max Worgitzki, initiierten Bau eines Landestheaters für Südostpreußen mit 700 Plätzen, mit dem vor allen Dingen die Erinnerung an den Erfolg der Volksabstimmung wachgehalten werden sollte. Die Stadt stiftete das Baugrundstück für das am 29. September 1925 mit einer Aufführung des Faust eingeweihte Treudank-Theater, benannt nach der preußischen Stiftung Der Treudank, die den Dank für die Treue der Bevölkerung zu Deutschland zum Ausdruck bringen sollte. Es ersetzte das ab 1915 entstandene Stadttheater und verstand sich ursprünglich als Gegenvorhaben zu dem (nicht realisierten) Projekt eines von staatlichen Stellen aus Warschau finanzierten polnischen Theaters in Olsztyn. Das Ensemble absolvierte etwa die Hälfte seiner Auftritte in Allenstein und spielte ansonsten in anderen Städten der Region.
In seiner Amtszeit stieg die Einwohnerzahl Allensteins von etwa 25.000 auf über 40.000 Menschen an. Die bis 1918 riesige Garnison, die das Stadtleben in der Kaiserzeit stark geprägt hatte, wurde danach radikal verkleinert, allerdings blieb Alleinstein auch nach dem Ersten Weltkrieg größte Garnisonsstadt der Provinz. Mit der politischen Vertretung des katholischen Bevölkerungsteils, der in Allenstein die Einwohnermehrheit stellte, befand sich der Oberbürgermeister jahrelang in heftigen Auseinandersetzungen, wiewohl er von den katholischen Parteivertretern bei aller Kritik doch respektiert wurde und beide Seiten in ihren Meinungskämpfen auf Schmähkampagnen weitgehend verzichteten. Am 26. Januar 1928 beging Zülch mit großer Anteilnahme der Bürgerschaft sein 25-jähriges Dienstjubiläum. Bei dieser Gelegenheit wurde der Platz vor dem neu enthüllten Abstimmungsdenkmal in Allenstein nach Georg Zülch benannt und mit einem Fackelzug eingeweiht.
Am 16. Oktober 1929 trug sich der Oberbürgermeister bereits am ersten Tag der Unterzeichnungsfrist in die Unterstützerliste des von der äußersten Rechten unter Hugenberg und Franz Seldte organisierten Volksbegehrens gegen den Young-Plan ein, was ihm in der öffentlichen Meinung als politischer Fehler angelastet wurde, da die Initiative auch in bürgerlich-konservativen Kreisen mehrheitlich abgelehnt wurde. Sogar eine Reihe DNVP-Abgeordneter hatten im Reichstag gegen das Vorhaben gestimmt und sein in der Presse als „Fiasko“ apostrophierter Misserfolg fiel letztlich auch auf die örtlichen Unterstützer zurück.

### Regionalpolitik in Ostpreußen

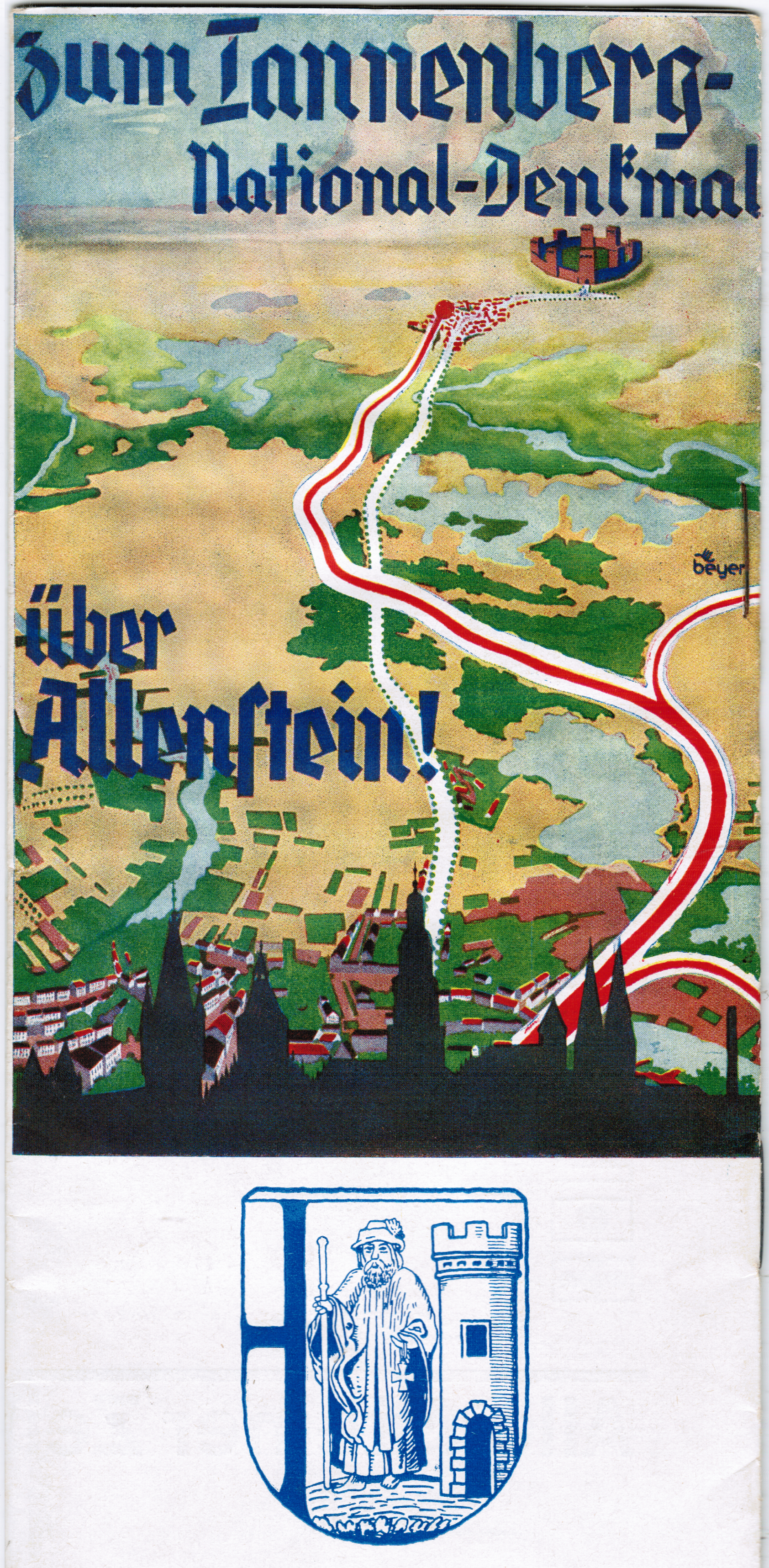
Werbung des „süd-ostpreußischen Verkehrsbüros“ für Reisen nach Allenstein zum Besuch des Tannenberg-Denkmals

Die Situation Ostpreußens hatte sich durch das Ende der Monarchie in Deutschland, den Versailler Friedensvertrag von 1919 und die neuen Grenzziehungen von 1920 gravierend verändert. Das gute Einvernehmen, das zwischen der konservativ-monarchischen Regierung in Berlin und den maßgebenden Kreisen in der ostpreußischen Provinz bis 1918 bestanden hatte, war einem Spannungsverhältnis zwischen der territorial vom Reich isolierten, konservativ-agrarisch geprägten Außenprovinz und der Berliner Zentrale gewichen, wo nun demokratische und republikanische Kräfte regierten, die von der Mehrheit der ostpreußischen Bevölkerung weiterhin abgelehnt wurden. Die Laufbahn von Georg Zülch, der selbst als preußischer Beamter aus dem Westen nach Allenstein gekommen war und sich hier mit den lokalen Eliten verband, wurde durch diesen Wandel der äußeren politischen Verhältnisse mitbestimmt.
Zülch betrieb im Zusammenwirken mit dem Landkreis Allenstein die Gründung der gemeinsamen Stadt- und Landsparkasse Allenstein und bemühte sich um den Ausbau Südermlands und Masurens zur Fremdenverkehrsregion. Für die Region des 1905 errichteten Regierungsbezirks Allenstein prägte er die Bezeichnung „Südostpreußen“, um sich werbestrategisch besser gegen die übermächtige Metropole Königsberg zu behaupten. Zur touristischen Erschließung der Region initiierte er die Gründung des Verkehrsverbands Südostpreußen und regte den Aufbau eines dichten Netzes von Jugendherbergen an, das für den Osten Deutschlands Vorbildcharakter gewann. Zülch war bis zu seinem Weggang aus Allenstein 1. Vorsitzender des Gaus Ostpreußen-Süd des Reichsjugendherbergsverbands und galt als „Wanderfreund“.
Zusammen mit dem Verkehrsdirektor Georg Stein, dem späteren Bürgermeister von Hohenstein, und dem Tannenberg-National-Denkmalverein, in dessen Vorstand er unter anderem mit dem Landesrat und langjährigen Schriftführer des Denkmalvereins Walter Scheibert zusammenarbeitete, befasste sich Zülch maßgeblich mit der Finanzierung des im September 1927 eingeweihten Tannenberg-Denkmals, des größten deutschen Kriegerdenkmals. Die Planung des von konservativen Stiftern betriebenen Denkmalprojekts war unmittelbar mit der Reichskanzlei abgestimmt. Den Bau des „Hindenburgturms“, eines der kostspieligsten der acht Türme der burgartigen Anlage, in dessen Innerem 1935 die Grablege Paul von Hindenburgs entstand und eine vier Meter hohe Hindenburg-Statue errichtet wurde, ließ Zülch durch eine Lotterie finanzieren.

### Rückzug aus Allenstein, Reichstagsmandat und Lebensabend
Zum 31. Oktober 1932 schied Georg Zülch aus dem Amt und zog nach Berlin. Zum Dank für sein Wirken erhielt er mit seinem Ausscheiden die Ehrenbürgerwürde Allensteins. Zülchs Nachfolger wurde der Zentrumspolitiker Otto Gilka (1898–1978), der nur wenige Monate im Amt blieb und nach der Machtübernahme der NSDAP Ende März 1933 durch den nationalsozialistischen Allensteiner Rechtsanwalt Friedrich Schiedat (1900–1966) ersetzt wurde. Die Wahl des Stadtrats Otto Gilka zum ersten katholischen Oberbürgermeister seit über 50 Jahren, die dem Zentrum im Frühjahr 1931 (18 Monate im Voraus) nur mit Unterstützung der beiden Sozialdemokraten in der Stadtverordnetenversammlung gelang, war ein Erfolg von Zülchs langjährigem katholischen Gegenspieler Carl Stephan (1884–1941), dem Chefredakteur des katholischen Allensteiner Volksblatts, und wurde als lokalpolitische Wende wahrgenommen, die allerdings nur ein kurzes Zwischenspiel blieb.
Bei der Reichstagswahl im November 1932 ließ sich Georg Zülch auf Reichswahlvorschlag der Deutschnationalen Volkspartei in den Deutschen Reichstag wählen. Der siebte Deutsche Reichstag konstituierte sich am 6. Dezember 1932, die letzte Sitzung fand bereits am 9. Dezember 1932 statt. Am 1. Februar 1933 wurde er aufgelöst, weil eine arbeitsfähige Mehrheit nicht zustande gekommen war. Zu den Märzwahlen 1933 wurde Zülch nicht mehr aufgestellt.
Seit seinem Umzug wohnte er in Berlin-Schlachtensee. Seine letzten Lebensjahre verbrachte er nach Auskunft früherer Weggefährten in zunehmender Einsamkeit. Er liegt im Familiengrab seiner Eltern in seinem Geburtsort Bad Karlshafen begraben.

## Familie
Ein Vorfahre seiner Mutter war der Kirchenlieddichter Michael Schirmer. Die Vorfahren des Vaters kamen aus einer bis ins 15. Jahrhundert nachweisbaren Notabelnfamilie aus Sontra in Hessen. Karl Georg Zülch hatte drei ältere Schwestern und einen Bruder, Hermann Fürchtegott Zülch (1862–1907), Gründer der späteren Reemtsma-Zigarettenfabriken. 
Georg Zülch war seit 1901 mit Karoline von Brincken verheiratet, genannt Lilly (1880–1948), die adeliger Herkunft war und aus Hadersleben im deutsch-dänischen Grenzgebiet stammte. Das Paar bekam vier Töchter (Christel, Jutta, Lilli-Dore, Gertrud) und drei Söhne (Heinz-Jörn, Karl-Hermann, Klaus-Joachim). Die zweitälteste Tochter Jutta (1903–1974) heiratete im September 1930 den späteren Panzergeneral und wehrpolitischen Adenauer-Berater Gerhard Graf von Schwerin. Der Sohn Heinz-Jörn Zülch (1904–1991) wurde Stadtverordnetenvorsteher und später Vertriebenenvertreter („Stadtältester“) von Allenstein; 1944 gründete er die heutige Vemag Maschinenbau in Verden (Aller). Der Sohn Karl-Hermann Zülch schloss sich 1930 den Nationalsozialisten an und wurde im Zweiten Weltkrieg Landrat und Parteifunktionär im 1939 annektierten Teil Polens. Sechstes Kind war der Neurowissenschaftler Klaus-Joachim Zülch. Die jüngste Tochter Gertrud (1916–1996) heiratete 1940 den Zigarettenfabrikanten Philipp Fürchtegott Reemtsma und ist die Mutter von Jan Philipp Reemtsma. Ein weiterer bekannter Enkel von Georg Zülch ist Tilman Zülch, der Gründer der Gesellschaft für bedrohte Völker.

## Ehrungen
- Eisernes Kreuz am weißen Bande (1914)
- Georg-Zülch-Platz in Allenstein (1928)
- Ehrenbürger von Allenstein (1932)